# Crocodilo (faraó)
Crocodilo, (também lido como Shendjw) foi um possível rei do período protodinástico do Egito Antigo. O rei Crocodilo foi atestado por sereques nos túmulos 315, 414 e 1549 de Tarcã. Possivelmente governou a região homônima, sendo considerado pelos estudiosos um usurpador durante o governo do sucessor de Escorpião II, Narmer.